# Biturigové

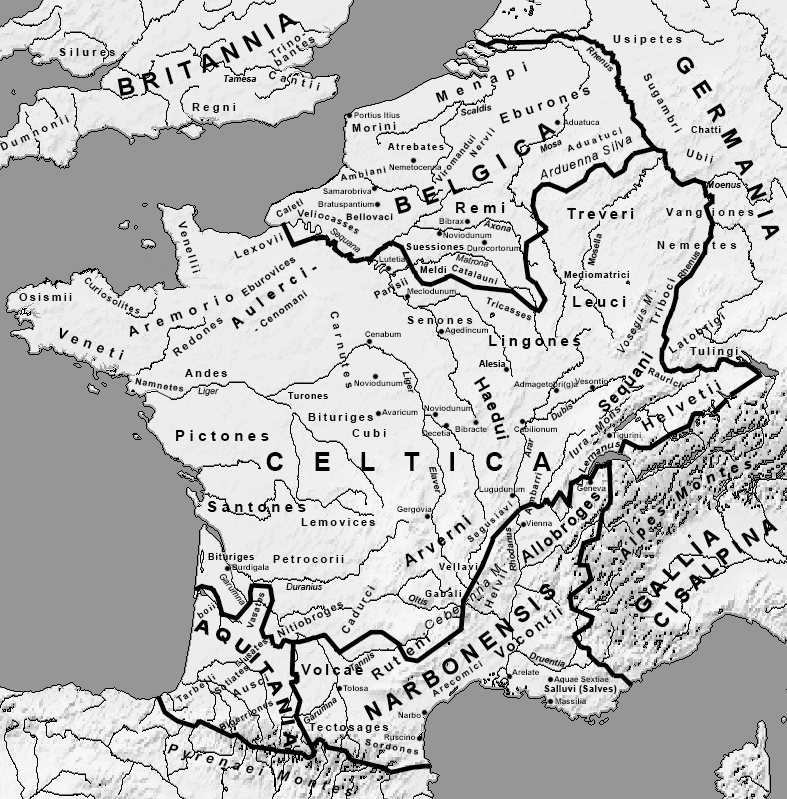
Galie v pol. 1. stol. př. n. l.

Biturigové (latinsky Bituriges či Biturigiae) byli keltský kmen sídlící na území Galie v 1. tisíciletí př. n. l., v období mladší doby železné.
O jejich původu se nedochovalo mnoho informací, a tak je ztotožňována s keltskou etnogenezi. Soudí se, že snad pocházejí z údolí řeky Mosely, odkud ve 2. polovině 7. století př. n. l. přesídlili do centrální Galie, podle jiného výzkumu do Galie přišli později.
Prakmen Biturigů se ještě před koncem 6. století př. n. l. rozdělil na dva kmeny, latinsky nazývané Bituriges Cubi („cubi“ = vnitřní [Galii obývající];[zdroj?] česky Biturigové (Kubové)) a Bituriges Vivisci („vivisci“ patrně znamená „přemístění“, „přesunutí“; česky Biturigové-Viviskové).
Keltské jméno Biturigové se vykládá jako „světovládci“ nebo jako „věční vládci“.

## Bituriges Cubi
Biturigové Cubi sídlili v centrální Galii (dnešní historický region Berry), mezi řekami Loirou a Viennou. Jejich hlavními sídly byly oppida Avaricum (dnes Bourges) a Noviodunum (patrně dnešní Neung-sur-Beuvron). Kromě nich se k významnějším sídlům počítají Argentomagus, Saint-Marcel a Mediolanum. Na severu tvořily hvozdy a mokřiny Sologne přirozenou hranici s kmenem Karnutů, na východě, na druhém břehu Loiry, se rozkládalo území Aeduů.
Záznamy římského historika Livia informují o předním postavení Biturigů mezi galskými kmeny. Podle těchto záznamů vládli nad třetinou Galie a dávali Galům krále. Na počátku 6. století př. n. l., byl prý králem Ambigat. Tento král chtěl zmírnit důsledky přelidnění a tak svým synovcům Bellovi a Segovi nakázal, aby si hledali nová sídliště. Věštba odvedla Segova a jeho lid do Hercynského lesa, kdežto Bellovi údajně určila jižní směr, a proto se odebral se shromážděnými zástupy do (dnešní) severní Itálie (tu pak v důsledku toho Římané nazývali Předalpskou Galií). Je tu zaznamenána keltská expanze, avšak moderní dějepis její úvodní fázi klade většinou na přelom 5. a 4. století př. n. l., nověji se ovšem někdy také restituuje Liviova datace (6.–5. století př. n. l.).
V galských válkách, v roce 52 př. n. l. se na území Biturigů odehrávaly boje Galů vedených Vercingetorikem proti Juliu Caesarovi. Caesar se zmocnil biturižského Novioduna, načež Vercingetorix zvolil taktiku spálené země a poručil zapálit dvacet obtížně hájitelných biturižských oppid, aby si v nich Římané nemohli opatřit proviant. Biturigové si sice vymínili obranu svého hlavního střediska Avaricum. Caesar, přesto toto oppidum v bitvě u Avarica dobyl. Celé Biturižsko se v roce 27 př. n. l. stalo součástí římské říše v rámci nově ustavené provincie Gallia Aquitania. Později se Biturigové často stávali rekruty v římských legiích, od Strabóna, Caesara, Plinia staršího a od pozdněantického básníka Rutilia Claudia Namatiana se dochovaly informace o tom, že slynuli kovodělnou výrobou.
Pro Avaricum se časem ujalo jméno podle kmene v něm sídlícího, a bylo proto nazýváno Bituriges apod., z čehož se vyvinulo dnešní Bourges. Upravený citát z Livia (Dějiny od založení města 5,34) „Summa Imperii Penes Bituriges“, tj. „Biturigové mají svrchovanou moc“, se stal mottem města Bourges.

## Bituriges Vivisci

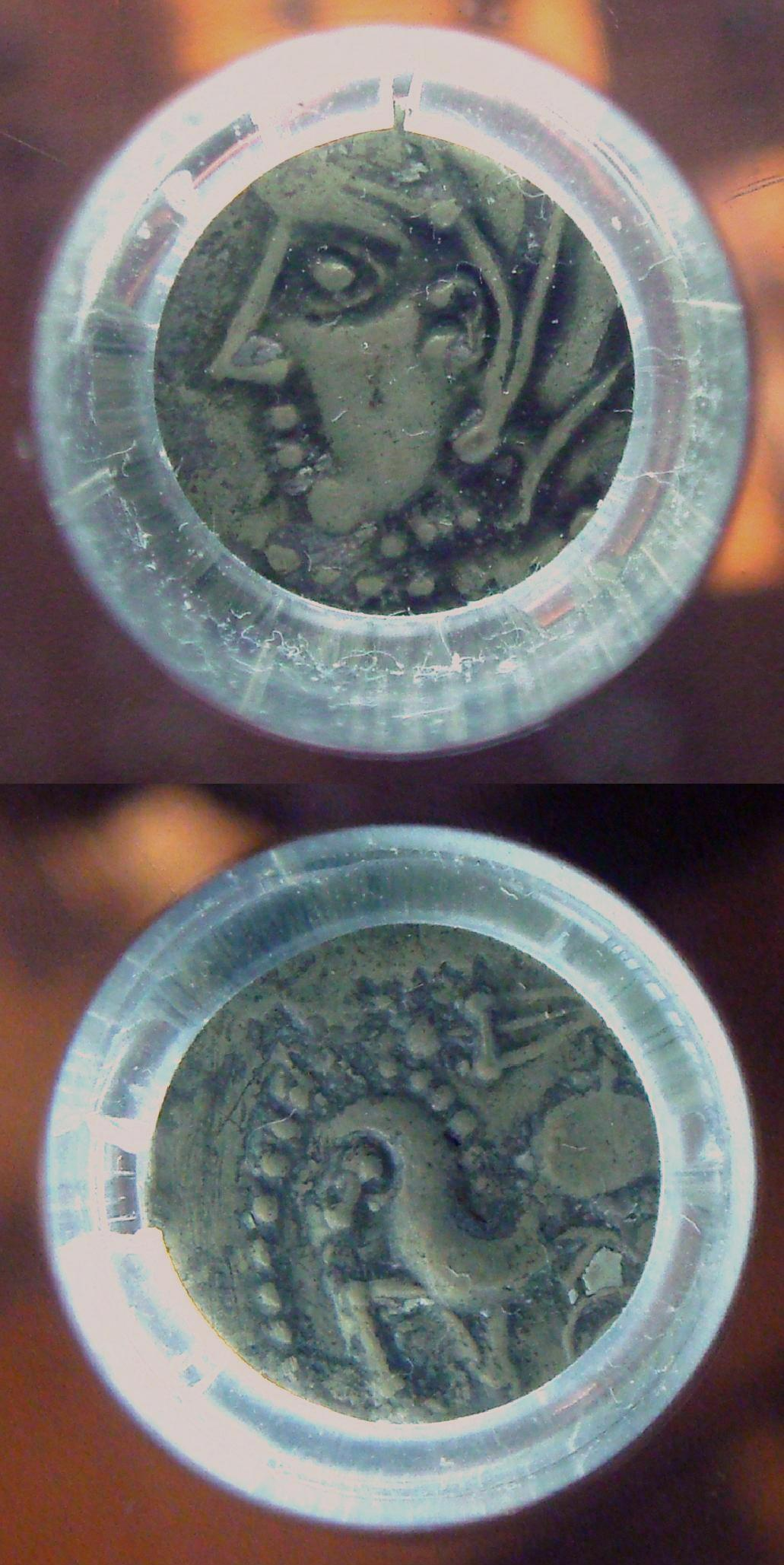
Stříbrná mince ražená Biturigy Kuby: averz a reverz

Burdigala (dnešní Bordeaux), obchodní středisko založené asi ve 3. století př. n. l. při ústí řeky Garonny a bohatnoucí z dovozu cínu z Británie, se stala hlavním sídlem Biturigů-Vivisků; podle jednoho názoru je tam osadil Caesar po galských válkách. Nejspíš právě jim platí zmínky Columelly a Plinia o pěstování vína.